# Paracytheridea altila
Paracytheridea altila är en kräftdjursart som beskrevs av Edwards 1944. Paracytheridea altila ingår i släktet Paracytheridea och familjen Paracytherideidae. Inga underarter finns listade i Catalogue of Life.